# 56 Andromedae
56 Andromedae (abreviada 56 And) é uma estrela dupla na constelação de Andrômeda. O nome “56 Andromedae” é a designação de Flamsteed. Sua magnitude aparente é 5,698. O par é composto de duas estrelas gigantes amarelas e está localizado próximo ao aglomerado aberto NGC 752.